# Tổng thống Serbia
Tổng thống Serbia (), tên gọi chính thức Tổng thống Cộng hoà, là nguyên thủ quốc gia của Serbia.
Đương kim Tổng thống là Aleksandar Vučić , tiếng Serbia: Александар Вучићđược bầu vào 2 tháng 4 năm 2017 và nhậm chức vào 31 tháng 5 năm 2017.

## Trách nhiệm và quyền hạn
Chức vụ tổng thống chủ yếu mang tính nghi lễ, nhiệm vụ và quyền hạn của Tổng thống theo quy định tại chương 5, điều 112 của Hiến pháp:
- Đại diện Serbia trong và ngoài nước,
- Tuyên bố các đạo luật theo nghị định của mình, phù hợp với Hiến pháp,
- Đề xuất một cá nhân về vị trí của [Thủ tướng của Serbia | Thủ tướng] cho Quốc hội,
- Đề nghị Quốc hội những người nắm giữ các vị trí, phù hợp với Hiến pháp
- Bổ nhiệm và miễn nhiệm, theo nghị định của mình, các đại sứ Serbia, theo đề nghị của Chính phủ,
- Nhận ủy nhiệm thư và quốc thư của đại diện ngoại giao nước ngoài,
- Ban hành lệnh ân xá và trao giải thưởng,
- Quản lý các vấn đề khác do Hiến pháp quy định.

Phần lớn là một vị trí nghi lễ, nhiệm vụ và năng lực của Tổng thống theo quy định tại chương 5, điều 112 của Hiến pháp:</ref> Hiến pháp Serbia - Điều 112 Wikisource</ref>
- Đại diện Serbia trong và ngoài nước,
- Tuyên bố các đạo luật theo nghị định của mình, phù hợp với Hiến pháp,
- Đề xuất một cá nhân vào chức vụ Thủ tướng để Quốc hội phê chuẩn,
- Đề nghị Quốc hội phê chuẩn những các chức vụ, phù hợp với Hiến pháp
- Bổ nhiệm và miễn nhiệm, theo nghị định của mình, các đại sứ Serbia, theo đề nghị của Chính phủ,
- Nhận thư tín dụng và thư tín dụng có thể huỷ ngang của đại diện ngoại giao nước ngoài,
- Cấp ân xá và trao giải thưởng,
- Quản lý các vấn đề khác do Hiến pháp quy định.

## Nhiệm kỳ của Tổng thống nước Cộng hòa Serbia

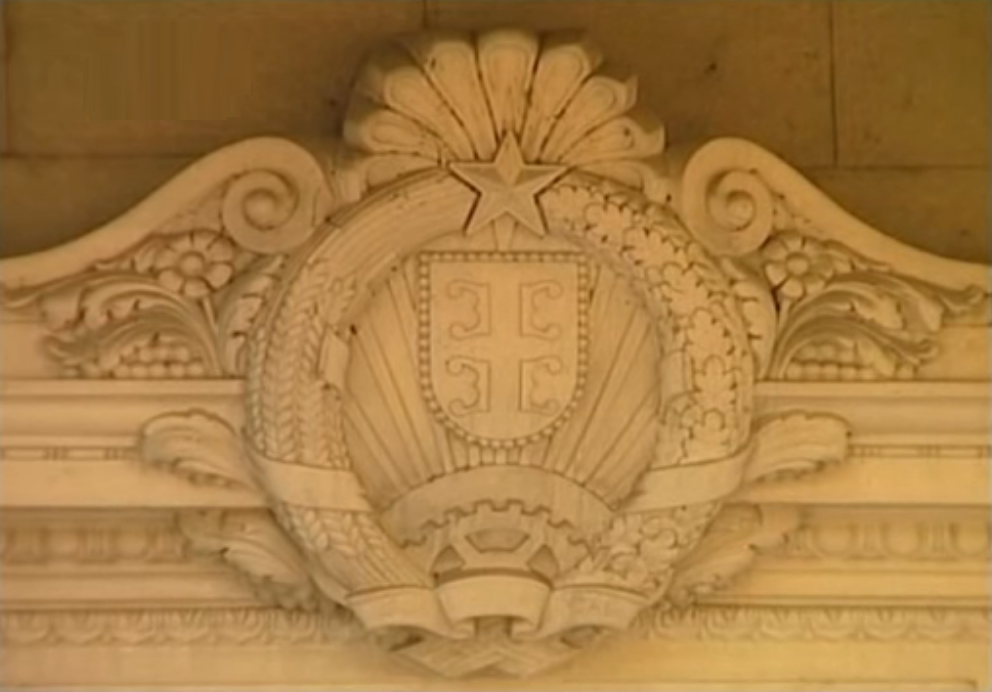
Huy hiệu của Cộng hòa Xã hội Chủ nghĩa Serbia tại vòng hoa Andrićev, phía trên cửa trước là nơi cư trú của Tổng thống Cộng hòa Serbia

Nhiệm kỳ của Tổng thống được kéo dài 5 năm và bắt đầu từ ngày tuyên thệ trước Quốc hội.
Nếu nhiệm kỳ của Tổng thống hết hạn trong thời kỳ chiến tranh hoặc trong trường hợp khẩn cấp thì thời hạn đó sẽ kéo dài đến khi hết thời hạn ba tháng kể từ ngày kết thúc chiến tranh, nghĩa là trường hợp khẩn cấp.
Không ai được bầu vào vị trí của Tổng thống Cộng hòa nhiều hơn hai lần.
Nhiệm kỳ của Tổng thống nước Cộng hoà sẽ chấm dứt vào thời hạn mà người đó đã được bầu bằng cách từ chức hoặc từ nhiệm chức vụ.
Tổng thống nước Cộng hoà muốn từ nhiệm thì nộp đơn từ nhiệm cho Chủ tịch Quốc hội.

## Danh sách tổng thống Serbia
| STT | Tên và chân dung | Tên và chân dung                      | Thời gian sống | Bắt đầu nhiệm kỳ     | Kết thúc nhiệm kỳ    | Đảng phái             |
| --- | ---------------- | ------------------------------------- | -------------- | -------------------- | -------------------- | --------------------- |
| 1   |                  | Slobodan Milošević Слободан Милошевић | 1941–2006      | 11 tháng 1 năm 1991  | 23 tháng 7 năm 1997  | Đảng Xã hội Chủ nghĩa |
| 2   |                  | Milan Milutinović Милан Милутиновић   | 1942–2023      | 29 tháng 12 năm 1997 | 29 tháng 12 năm 2002 | Đảng Xã hội Chủ nghĩa |
| 3   |                  | Boris Tadić Борис Тадић               | 1958–          | 11 tháng 7 năm 2004  | 5 tháng 4 năm 2012   | Đảng Dân chủ          |
| 4   |                  | Tomislav Nikolić Томислав Николић     | 1952–          | 31 tháng 5 năm 2012  | 31 tháng 5 năm 2017  | Đảng Cấp tiến         |
| 5   |                  | Aleksandar Vučić Александар Вучић     | 1970–          | 31 tháng 5 năm 2017  | Đương nhiệm          | Đảng Cấp tiến         |